# Конотопов, Михаил Васильевич
Михаил Васильевич Конотопов — российский ученый и общественный деятель, заслуженный деятель науки Российской Федерации (2001), заслуженный инженер России (2003), доктор экономических наук (1991), профессор (1992), почетный работник науки и техники Российской Федерации (2008), почетный работник высшего профессионального образования Российской Федерации (2005), почетный доктор Чувашского государственного университета им. И.Н.Ульянова (2008) и Камского института гуманитарных и инженерных технологий (2011). Награжден Орденом дружбы (2008) и двумя орденами «Инженерная слава» (2013 и 2023), многими медалями.
Автор более 250 научных и учебно-методических публикаций на русском, английском и французском языках общим объемом около 3 тысяч печатных листов, в том числе 3 авторских учебников и 17 монографий. Среди них «Экономическая история мира в 6 томах. Под общей редакцией М.В.Конотопова»..
Член Президиума, академик-секретарь Секции новых технологических укладов Российской инженерной академии (РИА), академик Международной инженерной академии (МИА).

## Биография
В 1975 г. с отличием окончил Московский институт народного хозяйства им. Г. В. Плеханова по специальности «Планирование промышленности». Работал в Государственном плановом комитете СССР, Государственном комитете СССР по науке и технике. Служил в инженерных войсках Советской Армии. Был заместителем генерального директора-главным экономистом Московского  производственного объединения «Вымпел», председателем Правления Российского инвестиционно-коммерческого банка развития информационных структур, руководил кафедрами в Российской экономической академии им. Г.В.Плеханова и в Институте экономики РАН, был директором Института государственного регулирования экономики Государственной академии специалистов инвестиционной сферы.
Член Экспертного совета при Председателе Правительства РСФСР (1991-1992), член Экспертного совета при Президенте Российской Федерации (1992-1993), член Экспертного совета при Правительстве Российской Федерации (1993-2004), эксперт Организации ООН по промышленному развитию (ЮНИДО) (1983-1987), член Совета Сберегательного банка Российской Федерации (1992-1994), первый президент Ассоциации выпускников Российской экономической академии им. Г.В.Плеханова (1992-1999). 
В 1991-1995  годах вел авторскую социально-аналитическую программу Центрального телевидения России «Рецепты доктора Конотопова». 
Руководил работой ряда диссертационных советов по присуждению ученой степени доктора экономических наук. Под его научным руководством защитили диссертации десятки соискателей ученой степени. Член редакционных советов и редакционных коллегий ряда научно-аналитических журналов.
Автор цикла научных исследований по широкому кругу проблем макроэкономики, истории экономики России и мира, истории экономической мысли, науки и техники, налоговой, инновационной и инвестиционной политики, результаты которых были опубликованы в 1985-2025гг.  В последние годы особое внимание уделяет задачам и проблемам эффективного перехода экономики России к новому технологическому укладу.

## Семья
Жена — Кожевникова Екатерина Вадимовна, композитор, заслуженный деятель искусств Российской Федерации, председатель Камерно-симфонического объединения Союза московских композиторов
Сын — Конотопов Вадим Михайлович, кандидат экономических наук

## Награды
- Почетное звание «Заслуженный деятель науки Российской Федерации» (Указ Президента РФ от 10.01.2003 г. №24)
- Орден Дружбы (Указ Президента РФ от 11.03.2008 г. №331)
- Орден «Инженерная слава» (Постановление Президиума РИА от 28.032013 г. №34)
- Орден «Инженерная слава» (Постановление Президиума РТА от 31.05.2023 г. №81)
- Почётное звание «Почетный работник высшего профессионального образования Российской Федерации» (Приказ Минобрнауки РФ 6.07.2005 г. №595/к-н)
- Почетное звание «Почетный работник науки и техники Российской Федерации» (Приказ Минобрнауки РФ от30.10.2008 г. №1542/к-н
- Почетное звание «Заслуженный инженер России» (Постановление Президиума РИА 22.08.2003 г. №48)
- Медаль «За освоение целинных земель» (Постановление Облисполкома Целиноградской области от 20.08.1973 г. №1352/45-17)
- Медаль «За мужество и гуманизм» (Постановление Правления Ассоциации ветеранов боевых действий органов внутренних дел и внутренних войск России от 10.11.2016г.)
- Золотая медаль Российской инженерной академии (Постановление президиума РИА от 10.05.2018 г. №60)
- Большая золотая медаль им. Я.А.Каменского (Решение Президиума Международной педагогической академии от 28.11.2013 г. №81)
- Медаль Ордена «Инженерная слава» (Постановление Президиума РИА от 20.08.2017 г. №17)
- Юбилейная медаль «Х лет МИА» (Решение Совета Президентов Международной инженерной академии от 13.11.2002 г.)
- Юбилейная медаль «ХУ лет МИА» (Решение Совета Президентов Международной инженерной академии от 09.04.2007 г.)
- «Золотой знак РИА» (Постановление Президиума РИА от 26.06.2008 г. №12)
- Почетный доктор Чувашского государственного университета им. И.Н.Ульянова (Решение Ученого совета университета 0т 19.11.2008 г. протокол №15))
- Почетный доктор (DOKTOR HONORIS CAUSA) Камского института гуманитарных инженерных технологий (Решение Ученого совета института от 14.01.2011 г., регистрационный номер 07)

## Избранные сочинения
- Конотопов М.В., Сметанин С.И. Развитие экономики России в ХУ1-XX веках. Избранные труды в 4 томах. К  65-летию М.В.Конотопова. Алетейя, 2018, 1420 с.:
  - Том1. Из тупика. Экономический опыт мира и путь России. Монография
  - Том 2. Развитие промышленности в крепостной России. Монография
  - Том 3. История отечественной текстильной промышленности. Монография
  - Том 4. История черной металлургии России. Монография. Конотопов М.В. Россия: правда о прошлом и будущем. Очерк
- Конотопов М.В. Избранные статьи. Дашков и К, 2024, 517 с.
- Конотопов М.В, Камаев Р.А., Динец Д.А. Сон разума: о современной теории экономики и ее практике. Монография. Под общей редакцией Конотопова М.В. 3-е изд. Дашков и К, 152 с.
- Конотопов М.В., Сметанин С.И.  Экономическая история. Учебник для вузов.19-е изд. Дашков и К, 2023, 608 с.
- Конотопов М.В., Сметанин С.И. Экономическая история России. Учебник для вузов. 8-е изд. Кнорус, 2017, 352 с.
- Конотопов М.В., Сметанин С.И. Экономическая история зарубежных стран. Учебник для вузов. 7-е изд. Кнорус, 2009, 352 с.
- История и философия экономики. Пособие для аспирантов. Под общей редакцией М.В.Конотопова. 4-е изд. Кнорус, 2016, 662 с.
- Экономическая история мира. Европа (в 4 томах). Монография. Под общей редакцией М.В.Конотопова. 4-е изд. Дашков и К. 2008, 1859 с.
- Экономическая история мира в 6 томах. Под общей редакцией М.В.Конотопова. 3-е изд. Алетейя, 2018, 2528 с.
- Очерки экономической теории. Под общей редакцией М.В.Конотопова. 2-е изд. Просвещение, 2016, 608 с.
- Экономический прогресс: прошлое, настоящее, будущее. Под общей редакцией Конотопова М.В. Русайс, 2017, 388 с.
- Егоров В.Г., Конотопов М.В. Россия между прошлым и будущим. Алетейя,, 2018, 252 с.
- Данильчук О.В., Конотопов М.В. Налоги и инвестиции в современной Россиии. Монография. Палеотип, 2003, 184 с.
- Налоги: история, теория, практика. Монография. Под общей редакцией Конотопова М.В. Палеотип, 2006, 186 с.
- Котова А.А., Конотопов М.В., Лкщинер Р.Е. Планирование развития текстильной промышленности. Монография. Легпромбытиздат, 1987, 255с.
- Konotopov M. Recent developments and structural changes in the textile and clothing industry of the USSR. UNIDO, 1987, 89 p.